# Eduardo Tornaghi
Eduardo Tornaghi (Rio de Janeiro, 26 de setembro de 1951) é um ator brasileiro.

## Carreira
Atuou em várias telenovelas, filmes e peças. Na TV teve destaque como o Rafael da telenovela A Gata Comeu de 1985, atuando ainda em: A Moreninha, Vejo a Lua no Céu, Memórias de Amor, O Espantalho, Vereda Tropical e  Carmem. No cinema atuou no longa O Principe, de 2005, e  em vários outros durante as décadas de 70 e 80.
Atualmente dá aulas de teatro para comunidades carentes do Rio de Janeiro, escreve e organiza eventos de literatura e divulgação de poesia contemporânea. Participa do Movimento Humanos Direitos. Aos poucos, tem voltado ao meio artístico em pequenos papéis.

## Filmografia

### Cinema
| Ano  | Título                                 | Personagem         |
| ---- | -------------------------------------- | ------------------ |
| 1975 | Enigma para Demônios                   | Ivan               |
| 1978 | Mulher Desejada                        | Waldo              |
| 1980 | O Grande Palhaço                       | Aamista            |
| 1982 | Dôra Doralina                          |                    |
| 1982 | Das Tripas Coração                     |                    |
| 1983 | A Mulher-Serpente e a Flor             |                    |
| 1983 | Doce Delírio                           | Cacá               |
| 1985 | Noite                                  |                    |
| 1990 | Sermões - A História de Antônio Vieira |                    |
| 1992 | Oswaldianas                            |                    |
| 1994 | A Festa                                | Bruce              |
| 1998 | Tiradentes                             | Assumar            |
| 2002 | O Príncipe                             | Gustavo            |
| 2009 | Insolação                              | Arquiteto          |
| 2010 | Salomé                                 | Herodes            |
| 2012 | Cara ou Coroa                          | Camarada Escondido |
| 2019 | A Vida Invisível                       | Douglas            |

### Televisão
| Ano  | Título               | Personagem           | Nota                                       | Emissora          |
| ---- | -------------------- | -------------------- | ------------------------------------------ | ----------------- |
| 1973 | João da Silva        | Hélio                |                                            | Rede Globo        |
| 1975 | A Moreninha          | Leopoldo             |                                            | Rede Globo        |
| 1976 | Vejo a Lua no céu    | Fernando             |                                            | Rede Globo        |
| 1977 | O Espantalho         | Dirceu               |                                            | RecordTV          |
| 1977 | Sinhazinha Flô       | Arnaldo              |                                            | Rede Globo        |
| 1978 | Ciranda Cirandinha   | Joel                 | Episódio: "O Jardim Suspenso da Babilônia" | Rede Globo        |
| 1978 | Dancin' Days         | Raul de Castro Mello |                                            | Rede Globo        |
| 1979 | Memórias de Amor     | Jorge Argolo Ramos   |                                            | Rede Globo        |
| 1979 | O Todo Poderoso      | Emanuel              |                                            | Rede Bandeirantes |
| 1980 | Marina               | Paulo                |                                            | Rede Globo        |
| 1984 | Vereda Tropical      | Bráulio Vilela       |                                            | Rede Globo        |
| 1985 | A Gata Comeu         | Rafael Benavente     |                                            | Rede Globo        |
| 1987 | Carmem               | Amante de Carmem     |                                            | Rede Manchete     |
| 1989 | O Salvador da Pátria | Jeffrey Thomásio     |                                            | Rede Globo        |
| 1992 | Você Decide          | Ricardo              | Episódio: "O Álibi"                        | Rede Globo        |
| 1994 | Pátria Minha         | Delegado Marconi     |                                            | Rede Globo        |
| 1998 | Você Decide          | —                    | Episódio: "Verdades e Mentiras"            | Rede Globo        |
| 2006 | Carga Pesada         | Coveiro              | Episódio: "A Loira do Banheiro"            | Rede Globo        |
| 2010 | Uma Rosa com Amor    | Oficial de justiça   |                                            | SBT               |
| 2016 | Lúcia McCartney      | Miguel               |                                            | GNT               |
| 2016 | Rock Story           | Eric                 |                                            | Rede Globo        |

## Teatro[7]
- 1971 - Tribobó City
- 1973 - Botequim
- 1975 - A Mulher de Todos Nós
- 1977 - Não Me Maltrates, Robinson
- 1979 - O Fado e a Sina de Mateus e Catirina
- 1983 - Auto de Natal: A Longa Procura de Belém
- 1985 - Auto de Natal: Natal no Rio
- 1988 - Tamen